# Ichijō
L'emperador Ichijō (一条 天皇, Ichijō Tennō, 980-1011) va ser el 66è emperador del Japó, segons l'ordre tradicional de successió. Va regnar del 986 al 1011. El seu regnat es considera la culminació del període Heian en el qual va aconseguir el màxim poder el clan Fujiwara.
Va ser el primogènit de l'emperador En'yū i de la dama Fujiwara no Senshi, filla de Fujiwara no Kanei. Es considera que va ser fill únic, en no documentar altres germans.
En el 984 va ser designat príncep hereu sota l'emperador Kazan. En l'època es va dir que el seu avi matern, Kanei, va conspirar per destronar a Kazan. L'1 d'agost de 986 ascendir al tron quan només tenia sis anys. Un fill de l'emperador Reizei, que era més gran que ell, va ser designat príncep hereu. Kanei passar a ser el regent (Sesshō) i va ser qui realment va governar. Després de la mort de Kanei, va ser nomenat regent el fill gran d'aquest i oncle d'Ichijō, Fujiwara no Michitaka.